# Metelkův mechanický betlém (Jilemnice)
Metelkův mechanický betlém je jedním z nejzajímavějších exponátů Krkonošského muzea v Jilemnici.

## Historie
Tvůrcem betléma byl učitel, muzikant, ředitel jilemnické Dívčí školy a spoluzakladatel jilemnických muzejních sbírek Jáchym Metelka (1853–1940). S prací začal v roce 1883, stavbu dokončil doku 1913. Přes materiálové provedení (subtilní a ohýbající se rám, téměř výhradně dřevěné mechanismy + lněné provázky), značné provozní zatížení (betlém je spouštěn několikrát denně již sto let a několikrát se stěhoval) a nenáročnou údržbu (občasné promazání a drobné opravy) funguje jeho dílo dodnes v prakticky původním stavu.
Podle dochovaných podkladů byl Metelka nejméně dvakrát požádán, aby svůj betlém zapůjčil mimo Jilemnici – v roce 1895 měl být rozpracovaný betlém exponátem na Národopisné výstavě českoslovanské a v roce 1915 měl být dokončený betlém vystaven v Obecním domě nebo na Žofíně pro výstavu s výtěžkem ve prospěch válečných sirotků. Neexistují však doklady o tom, že by byl Metelkův betlém kdy opustil Jilemnici ať už jako torzo, nebo jako hotový soubor.
V roce 1922 vyšel v Pražském illustrovaném zpravodaji článek českého kulturního historika dr. Čeňka Zíbrta, obsahující toto dobové svědectví: „Přednášel jsem v Jilemnici o dudácké hudbě staročeské. Upozornili mě, když jsem vykládal o dudách ve vánočních koledách, na jesličky, které po řadu let sestavoval a zdokonaloval p. ředitel dívčí školy J. Metelka. Přijal mě laskavě a uvedl ke koutu síně, jenž byl vyplněn jesličkami. Ale jakými? Jakživ jsem neviděl nic tak pěkného a dokonalého mezi jesličkovými pracemi lidu českého a také Procházka ve své záslužné knize o betlémech nic podobného neuvádí. Celé skupiny sošek, pastýřů, oveček, řemeslníků všeho druhu – všecko roztomile napodobeno, jednoduchým mechanismem pohybuje se, chodí, hraje (muziku slyšíš), zpívá, všecko žije podřízenými pohyby a všecky ty pohyby dějově souvisejí. Dlouho jsem stál a se zanícením a upřímným zájmem díval jsem se na plod trpělivé, zdlouhavé, důvtipné práce p. ředitele Metelky. Povídá mi: „Já jsem pohlížel na svůj betlémek vždy ze stanoviska lidových zvyků, krojů, vánočních obyčejů. Náš betlémek býval nám milou vánoční básní rodinného krbu a zůstal jím až dosud. I to umístění v koutě řídil jsem podle betlémů ve zdejších chatách. Doplňoval jsem mechanismus, aby se pastýři obraceli ke světlu a záři andělů, aby kukačka kukala, hrdlička cukrovala, dudák dudal, aby andělé zahráli „Nesem vám noviny“, „Narodil se Kristus pán“ i koledy podkrkonošské, všecko aby dohromady tvořilo, jak pohyby a zvuky jdou po sobě, ladný, harmonický dějový obraz.“ Vzpomínám rád na všecko a lituji jen, že laskavý čtenář vidí pouze obrázek a neslyší, netěší se dojemným vánočním kouzlem, kterým p. řed. Metelka uměl vytvořiti radost a rodinný svátek nejen rodině svojí, než i každému, kdo jako já dovede oceniti ideální, vzornou snahu, zachovati budoucnu lahodný obrázek lidových betlémů podkrkonošských v úpravě roztomilé, nejdokonalejší.“
Součástí sbírek KMJ se betlém stal v roce 1935, kdy jej muzeu věnoval sám autor jako spoluzakladatel muzea. To tehdy ještě nemělo současné stálé expozice, sídlilo v budově staré radnice a depozitáře mělo na více místech. Do prostor jilemnického zámku se přestěhovalo až v roce 1953, pro účely stěhování byl betlém rozebrán.

## Technické provedení
Oproti některým jiným betlémům, které vznikaly nahodile a živelně podle momentálních možností konstruktérů, koncipoval Metelka svoje dílo plánovitě od prvopočátku: při své koncepci nebyl omezován výškou místnosti, protože betlém stavěl ve školní budově s vysokými stropy a okny. Mohl si tak vytvářet vlastní konstrukční nákresy, sledovat kinetiku jednotlivých postav a dějů a případně je operativně měnit, aby rychlost pohybu byla co nejpřirozenější. Kladky provázkových převodů tak mívají i několik drážek různé hloubky, aby bylo možné měnit převodové poměry. Pro zvýšení tření tyto drážky také obsahují ručně řezané příčné rýhy. Některé převody jsou úmyslně brzděny statickým závažím, aby se dosáhlo maximální časové souhry mezi dějovou částí a zvukovým doprovodem.
Betlém zahrnuje 142 pohybujících se postav a objektů, vykonávajících celkem 350 pohybů – od nejjednoduššího otáčení okolo jedné osy až po kombinaci víceosé rotace a posuvu. Všechny figury jsou poháněny soustavou ozubených kol, kladek, provázků a pák od jediného hnacího stroje s ruční klikou zvedaným závažím. Další tři stroje se stejným principem slouží k pohonu doprovodné hudby a zvukových efektů (odbíjení hodin, troubení ponocného, hraní dvou lidových koled).
Jedno představení trvá přibližně pět minut. Děj obsahuje úvodní odbíjení půlnoci na hodinách, posléze hluboké troubení ponocného a vysoké troubení (téměř pískání) člena požární hlídky. Andělé na nebeském kůru se poté chopí svých hudebních nástrojů a svou koledou „probudí“ k životu ostatní postavičky. Následuje např. zlostná pochůzka rozčileného krále Herodesa po hradě nad městem, modlení se pastevce (poblíž kterého se pasou ovce a dva beránci spolu bojují), předvádění práce mnoha řemeslníků od dřevorubců až po vochlíře česajícího len (to je nejsložitější postava, provádějící 7 pohybů!), rokování mudrců a samozřejmě kolébání Jezulátka. Mezi úsměvné momenty patří jásající děcko na matčiných zádech, převalující se lenoch, cvičenec Sokola na hrazdě nebo na palmě se kolébající kukačka, která dokonce otevírá miniaturní zobáček. Zvukovým doprovodem jsou dvě české koledy, hrané dvěma různými „kapelami“. Na závěr andělé na kůru svou ukolébavkou všechny postavy opět „uspí“. 

## Současnost
Po několikerých stavebních úpravách v KMJ bylo pro betlém nalezeno místo v bývalé hraběcí ložnici – samostatné uzamykané místnosti s okny na sever a tedy s relativně stálým klimatem. Pro předvádění betléma jsou v KMJ pevně stanovené časy 9.00, 10.00, 11.15, 14.00 a 15.30, přičemž pro skupiny nad 20 osob se koná samostatné představení i mimo vyznačenou dobu. 
KMJ dne 17. prosince 2013 (výroční den autorova úmrtí) připomnělo hned trojí kulatá výročí v souvislosti s betlémem: 160 let od narození tvůrce, 130 let od počátku konstrukce a 100 let od dokončení prací. Součástí oslav byla výstavka dochovaných fragmentů konstrukčních plánů, prohlídky s rozšířeným komentářem k betlému a položení kytice na Metelkův hrob na jilemnickém hřbitově.